# Jungfru Maria och Sankt Nikolaus kyrka
Jungfru Maria och Sankt Nikolaus kyrka var Jönköpings sockenkyrka under medeltiden och fram till 1612. 2025 hittade man grunden till dess väggar, samt den exakta platsen för kyrkan, som tidigare var okänd. Fynden gjordes vid Rådhusparken.

## Historik
Stadsbebyggelsen i Jönköping tillkom under 1200-talet och staden fick sitt privilegiebrev 1284 under Magnus Ladulås. När den äldsta kyrkobyggnaden byggdes är inte klarlagt, däremot är det känt att denna – eller en senare – stadskyrka brann ned 1380 i samband med att drottning Margareta av Danmark-Norge lät en armé härja. Denna kyrka återuppbyggdes för att stå färdig att invigas 1418. Under den katolska tiden hade kyrkan fyra altare: ett helga lekamensaltare, ett själakor med altare samt var sitt altare för dess båda skyddshelgon Santa Maria och Sankt Nikolaus.
Kyrkobyggnaden låg strax öster om Torget i kyrkokvarteret Jönköpings dåvarande stadsbebyggelse, som låg på nuvarande Väster, Jönköping. Den låg på norra sidan om Stora gatan, vilken hade ungefär samma sträckning som nuvarande Västra Storgatan. Platsen ligger strax nordväst om nuvarande Jönköpings rådhus. Norr om kyrkokvarteret låg Långa fjerdingen mot Vättern, öster om låg Brofjerdingen mot nuvarande Hamnkanalen samt söder om låg Klosterfjerdingen mot Jönköpings kloster, från 1544 ombyggdes till Jönköpings slott.
Kyrkan brann ned under nordiska sjuårskriget. En dansk-norsk armé under Daniel Rantzau, som tågade upp Nissastigen från Halmstad, hejdades tillfälligt väster om Dumme mosse genom Slaget vid Getaryggen den 31 oktober 1567 av en svensk bondestyrka. Stadens invånare hann då sticka staden i brand och fly till Visingsö.
Kyrkan åter- och tillbyggdes. Den var byggd i tegel och var 35,6 meter lång och 26,7 meter bred. Den fick också ett torn, vars uppförande stöddes av Johan III och stod klar med torn och spira först efter hans död 1592.
I juli 1612 närmade sig en dansk-norsk armé Dunkehalla västerifrån, med huvudstyrkan under Kristian IV. Staden brändes ned, inklusive kyrkan, av stadens egna invånare inför den förväntade attacken, och stadsborna flydde till Visingsö. Attacken mot Jönköpings slott blev dock inte av, bland annat på grund av belägringsartilleri och svårigheter av skaffa proviant i den nedbrända staden. Kyrkan återuppbyggdes dock inte denna gång, eftersom Gustav II Adolf bestämde – mot invånarnas vilja – att staden Jönköping i sin helhet skulle återuppbyggas på sandreveln Sanden, öster om Hamnkanalen, mellan Vättern och Munksjön. Den nya stadskyrkan blev Kristine kyrka vid den nya Storgatan, vilken invigdes 1673.
Det som fanns kvar av den första kyrkan (grunden till väggar) och skelett från kyrkogården hittades under ett vägarbete i maj 2025 vid korsningen Västra Storgatan/Parkgatan/Kyrkogatan. En källartrappa från 1500-talet hittades även ett stenkast bort under samma vägarbete, vid Juneporten.